# Liste der Biografien/Wiz
Liste der Biografien |
Portal Biografien |
Personensuche
# |
A |
B |
C |
D |
E |
F |
G |
H |
I |
J |
K |
L |
M |
N |
O |
P |
Q |
R |
S |
T |
U |
V |
W |
X |
Y |
Z |
?
 
Wa |
Wc |
Wd |
We |
Wh |
Wi |
Wj |
Wl |
Wn |
Wo |
Wr |
Ws |
Wt |
Wu |
Ww |
Wy |
Wz
 
Wia |
Wib |
Wic |
Wid |
Wie |
Wif |
Wig |
Wih |
Wii |
Wij |
Wik |
Wil |
Wim |
Win |
Wio |
Wip |
Wir |
Wis |
Wit |
Wiv |
Wiw |
Wix |
Wiz
Die Liste der Biografien führt alle Personen auf, die in der deutschsprachigen Wikipedia einen Artikel haben. Dieses ist eine Teilliste mit 23 Einträgen von Personen, deren Namen mit den Buchstaben „Wiz“ beginnt.

## Wiz

### Wiza
- Wizan, Joe (1935–2011), US-amerikanischer Filmproduzent
- Wizani, Benny (* 2001), österreichischer Trampolinturner
- Wizani, Carl August (1767–1818), deutscher Zeichner, Radierer und Kupferstecher
- Wizani, Johann Friedrich (1770–1838), deutscher Landschaftsmaler, Miniaturmaler, Zeichner, Radierer und Kupferstecher
- Wizany, Thomas (* 1967), österreichischer Karikaturist

### Wize
- Wizenko, Alexei Alexandrowitsch (* 1990), russischer Skilangläufer
- Wizenmann, Thomas (1759–1787), deutscher Theologe, Philosoph und Schriftsteller

### Wizi
- Wizigerreuter, Gottfried (1797–1862), deutscher Jurist und Politiker
- Wizigmann, Maximilian (1894–1964), deutscher Jurist
- Wizimirska, Barbara (* 1942), polnische Schriftstellerin, Politikwissenschaftlerin und Sozialaktivistin
- Wizin, Georgi Michailowitsch (1917–2001), sowjetischer und russischer Theater- und Filmschauspieler
- Wizinger-Aust, Robert Karl (1896–1973), deutscher Chemiker
- Wizisla, Erdmut (* 1958), deutscher Literaturwissenschaftler

### Wizk
- Wizkid (* 1990), nigerianischer Musiker

### Wizl
- Wizlaw, römisch-katholischer Geistlicher, Bischof-Elekt von Cammin
- Wizlaw I. († 1249), Fürst des Fürstentums Rügen
- Wizlaw II. († 1302), Fürst von Rügen
- Wizlaw III. († 1325), slawischer Fürst von Rügen
- Wizlsperger, Valerie (1890–1975), österreichische Fotografin, Geschäftsführerin der Loheland-Schule

### Wizn
- Wiznerowicz, Fred (* 1938), deutscher Ingenieur und Hochschullehrer

### Wizo
- Wizorek, Anne (* 1981), deutsche Netzfeministin

### Wizt
- WizTheMC (* 1999), deutsch-südafrikanischer Rapper, Musikproduzent und SongwriterWizTheMc (* 1999)

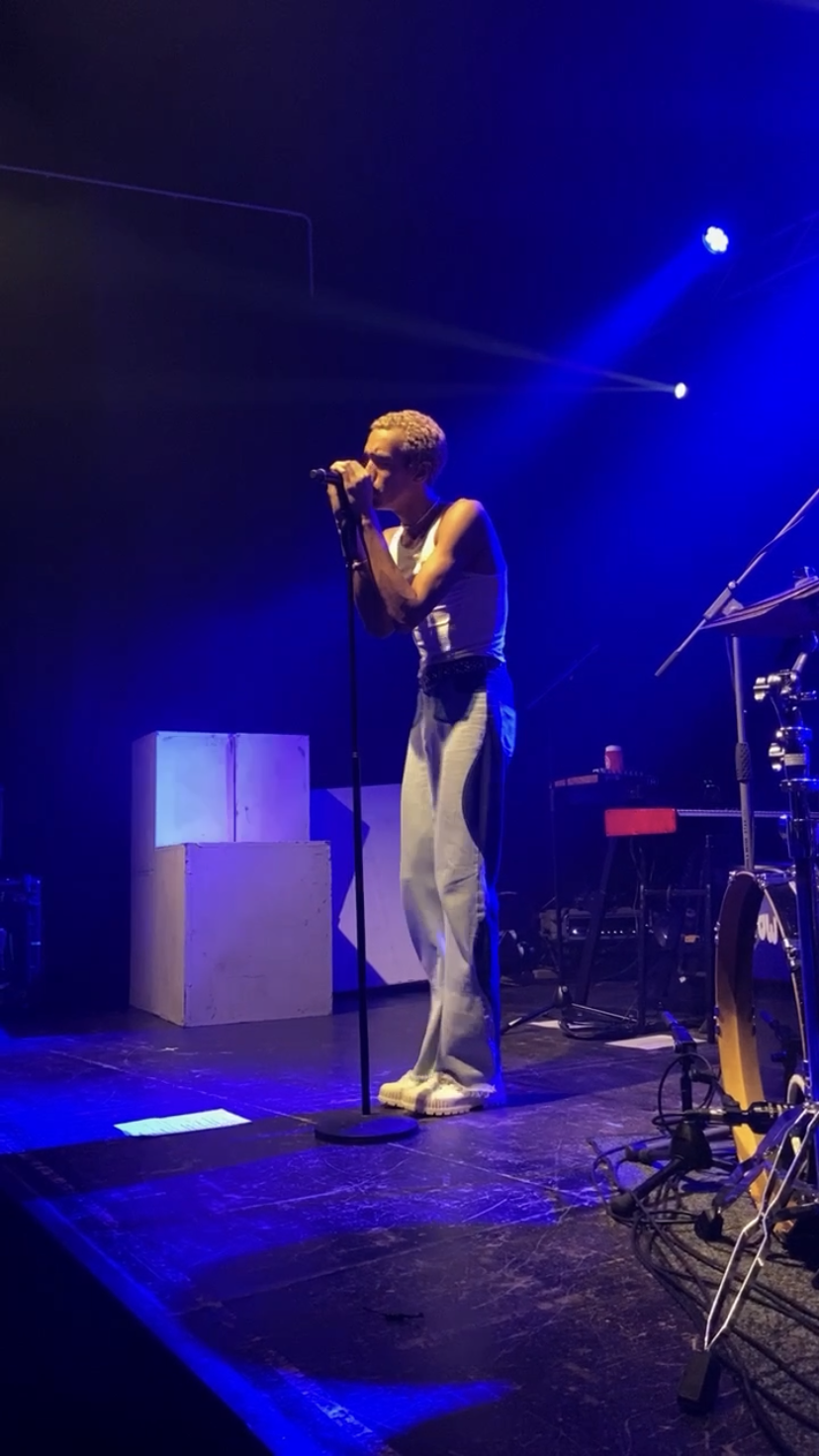
WizTheMc (* 1999)

### Wizz
- Wizzo, Erzbischof von Trier